# 三木理紗子
三木 理紗子（みき りさこ、2002年9月26日- ）は、日本の女優。東京都出身（出生は徳島市）。ジャパン・ミュージックエンターテインメント所属。

## 略歴・人物
父方の祖父は元徳島市長の三木俊治。徳島市で生まれ、2歳から父の仕事の都合により中国の上海市で育ち、現地のインターナショナル・スクールに通った。小学2年生で日本に帰って以降は東京都で生活する。その後、ミュージカル『アニー』に感銘を受けて女優を目指し、ミュージカル『二都物語』でデビューした。2014年には、NHKの連続テレビ小説『花子とアン』で、主人公の養女・村岡美里役に抜擢された。
趣味はミュージカル観劇、ピアノ。特技は声楽、クラシックバレエ。英語検定2級を取得している。好物はマカロン。目標とする女優は濱田めぐみ。

## 出演

### テレビドラマ
- 連続テレビ小説 花子とアン（2014年4月 - 9月、NHK） - 村岡美里 役
- 百合子さんの絵本 〜陸軍武官・小野寺夫婦の戦争〜（2016年7月30日、NHK） - 和子（百合子の娘） 役
- あなたには帰る家がある（2018年4月13日 - 6月22日、TBS） - 楓 役
- 連続ドラマW 大江戸グレートジャーニー 〜ザ・お伊勢参り〜(2020年、WOWWOW)  -お静 役
- 刑事7人（2020年、テレビ朝日） - 一色橙花 役
- シネコンへ行こう!（2022年7月4日 - 9月26日、BS松竹東急） - 竹村栞那 役[3]
- ダブルチート 偽りの警官 Season1 第4話（2024年5月17日、テレビ東京・WOWOW） - 浅岡瑠衣 役[4]

### 映画
- キタキツネ物語〜明日へ（2013年10月19日、アスミック・エース） - レプン 役
- 追憶（2017年） - 川端梓 役
- 雪の花 -ともに在りて-（2025年1月24日、松竹） - はつ 役[5][6]

### 舞台
- 二都物語（2013年7 - 8月、帝国劇場、ミュージカル） - ヒロイン・ルーシー（幼少期） 役
- 劇団四季 ライオン・キング（2014年5月 - 、JR東日本アートセンター四季劇場［春］） - ヤングナラ（ヒロインの少女時代） 役
- 「アルプススタンドのはしの方」高校演劇ver.（2021年1月8日 - 10日、浅草九劇）

### CM
- 河合塾マナビス（2021年6月 - ）[7]

## CD
- サンリオ映画『キタキツネ物語』挿入歌「明日へジャンプ」メインヴォーカル